# Libros para principiantes
Para principiantes es una serie de libros en formato híbrido entre el cómic y el ensayo histórico-periodístico sobre diversos temas, autores de literatura, de filosofía, de psicología, históricos, movimientos culturales, y en menor rango, ciencia. También definidos como «documentales ilustrados», «libros de divulgación» o «guías gráficas».

## Historia
Su origen data del año 1976, cuando se traduce al inglés Marx para principiantes, libro del dibujante mexicano Eduardo del Río (más conocido como Rius) De su éxito se siguió la inspiración y creación de For Beginners.
Según Juan Carlos Kreimer, editor de la serie en español (en el sitio oficial), la serie tiene origen en el año 1977. Los dos primeros libros fueron, inicialmente el que desarrollaba a Marx y luego el que hacia lo propio con Freud.
El editor británico de la serie inglesa, Beginners, es Richard Appignanesi.
En la actualidad, existen dos series en lengua inglesa, los títulos Introducing y For Beginners.
Esta división en dos series distintas se debe a una ruptura que se operara a inicios de la década de 1990 cuando Appignanesi se unió a la editorial Icon Books en carácter de cofundador, abandonado la Writers and Readers Publishing Cooperative, que fundara en conjunto con Glenn Thompson. Este prosiguió editando la serie For Beginners en Estados Unidos bajo el sello Writers and Readers Inc.
Esto trajo como consecuencia incidentales como la publicación de dos libros totalmente distintos sobre el mismo tema a un lado y otro del Atlántico por lo que la situación se dirimió en 1999, renombrando la serie en Gran Bretaña Introducing, y continuando como For Beginners en Estados Unidos.
El carácter itinerante e inconformista, y hasta en cierto sentido irreverente del propio Kreimer le encuentra en Londres, hacia 1977, donde cubría su interés por el rock punk, y de donde trae la idea de esta serie inspirada en su correspondiente inglesa. Ya en Argentina, Kreimer, editor de Era Naciente SRL, hacia 1995 compra los derechos mundiales para el español y con Longseller SA, quien produce y distribuye a la primera, introduce la serie en el mercado hispanoamericano. Desde 1997, aparecen publicaciones propias, es decir, escritas por hispanohablantes y no solo traducciones de la versión en lengua inglesa. Estas publicaciones, de origen hispanoamericano, son a su vez traducidas a otros idiomas.

## Características
Se ha sugerido que los libros tienen un tono periodístico y a la vez condensado, así como también que el aspecto gráfico ejecuta una teatralización del material expuesto A este respecto, Kreimer, insiste en sostener que los ejemplares no solo apuntan a venderse en plan de cantidad sino que intentan, en el marco de exposición originalmente sencilla del tema, «nivelar hacia arriba». Asimismo, cada título deja espacio al azar creativo de cada escritor o dibujante. El editor de la serie entiende que «la simultaneidad de imágenes y palabras ayudan no a saber más, sino a comprender mejor» y, efectivamente, los libros fuerzan al lector a pasar de la lectura de líneas de texto corriente a las teatralizaciones de las caricaturas o dibujo de los personajes, haciendo que la caricatura no importe menos que el texto escrito en forma corriente, puesto que la sección del cómic desarrolla también la teoría o exposición; personajes que pueden ser caricaturas del intelectual, cuya obra se está desglosando, aparece diciendo en los globos de diálogo de las historietas, cuestiones que ha dicho en alguna de sus obras, alguna entrevista, o alguna conversación de la que se ha tenido registro.
El elemento gráfico circunscribe muchas veces un componente humorístico, una suerte de guiño o complicidad con el lector que se expresa con personajes, ya sea ficcionales, ya históricos, que construyen el sentido del tema expuesto, y que no pocas veces bordean la parodia de lo que se está diciendo.
Conjuntamente con el cumplimiento de los 110 títulos editados, aparece el ejemplar Principiantes para docentes redactado por Ana Atorresi, un mini volumen que trata —con el estilo de la serie— sobre la misma serie, su aplicabilidad a un grupo y plan de estudio docente y, en definitiva, que aborda el problema de la pedagogía.
Algunos de los tópicos que desarrolla: expectativas de lectura en la paratextualidad (todo tipo de imagen y texto aislado del monótono de la escritura lineal corriente, sumarios o índices), la reescritura como herramienta epistemológica, la importancia del análisis que, aunque redundante, promueve el contrapunto entre imagen y texto, índice y desarrollo, título y desarrollo, lo que allí se llama recapitulación o resignificación (procesos que en definitiva, existiendo en pedagogía también importan a la semiótica, a las ciencias cognitivas, etc.)

## Recepción
En lo que respecta a la versión en español de la serie, habría hallado resistencia por parte de los libreros y las instituciones educativas, las que los consideraban «vulgarizaciones». Kreimer habría tenido dificultades en comercializar y difundir los ejemplares de la serie ya que «los tomaban como historietas». Por todo ello, habría promovido su difusión regalando títulos en facultades.
Los libros habrían llegado a la bibliografía de materias en instituciones educativas, secundarias, terciarias y menos probablemente universitarias.
Según el mismo Kreimer «Cada libro está editado en sentido periodístico y lleva un año y medio de producción, aproximadamente. El mayor esfuerzo está en hacerlos accesibles y no abrumar al lector con datos y fechas».
En la actualidad la colección en español tiene unos 127 títulos aproximadamente.
El sitio oficial es, en esencia y por fuerza, autopromocional, y compendia una sección para artículos publicados en prensa que amplían la visión y opiniones diversas sobre la colección.
La colección ha logrado forjar una personalidad, o un sello personal, presente en la respuesta de los lectores, a los que en grandes casos, les interesa este rasgo particular de la serie, más que su pretendido carácter ameno originario.
El monto de cualquier título es uniforme en mercado en lo que a Argentina respecta (es decir no fluctúa dependiendo del título). La cantidad de páginas de cada título también resulta uniforme: oscila entre las 160 y 190 páginas aproximadamente.
La edición por año de la serie ha venido decayendo de unos ocho a cuatro libros editados por año.